# Nadir Poletto
Nadir Poletto (Vista Alegre do Prata, 8 novembre 1970) è un presbitero brasiliano appartenente alla Congregazione di San Giuseppe, conosciuta anche come Giuseppini del Murialdo. Dal 6 giugno 2024 è il Superiore generale della Congregazione..

## Biografia
Padre Nadir Poletto ha emesso la sua professione religiosa il 30 gennaio 1993 ed è stato ordinato presbitero l’8 dicembre 2001. Ha operato in ambito di pastorale vocazionale e come formatore dei teologi all'Istituto Teologico San Pietro (Viterbo) e dei filosofi a Brasília.

## Elezione a Superiore Generale
Il 6 giugno 2024, durante il XXIV Capitolo generale della Congregazione tenutosi a Città del Messico, è stato eletto Superiore generale per il sessennio 2024–2030. È il dodicesimo successore di Leonardo Murialdo.
Nel suo primo discorso, ha affermato:
«Ringrazio tutti per la fiducia: sono sicuro che non mancherete di aiutarmi in questo servizio che mi affidate, così come sono certo che la Grazia di Dio mi sorreggerà nel cammino».
Durante la celebrazione dei primi vespri della solennità del Sacro Cuore di Gesù, ha ricevuto l’abbraccio dei confratelli e la benedizione dei superiori emeriti Tullio Locatelli e Mario Aldegani.

## Governo Generale (2024–2030)
Il Consiglio generale eletto che lo affianca nel governo della congregazione è così composto:
- Padre Alejandro Bazan, Vicario generale
- Padre Antonio Barone, Economo generale
- Padre Victor Abreu, Consigliere generale
- Padre Jacob Yeboah, Consigliere generale

## Congregazione
La Congregazione di San Giuseppe, fondata nel 1873 da San Leonardo Murialdo a Torino, è un istituto religioso maschile di diritto pontificio, dedito all’educazione e alla promozione dei giovani, specialmente quelli poveri o in difficoltà. È presente in Italia, Brasile, Ecuador, Argentina, Spagna, Romania, Ghana e Stati Uniti, con la Casa Generalizia a Roma.